# Liugou Shuiku
Liugou Shuiku är en reservoar i Kina. Den ligger i den autonoma regionen Xinjiang, i den nordvästra delen av landet, omkring 270 kilometer väster om regionhuvudstaden Ürümqi. Liugou Shuiku ligger 355 meter över havet. Trakten runt Liugou Shuiku består i huvudsak av gräsmarker.
Genomsnittlig årsnederbörd är 229 millimeter. Den regnigaste månaden är juli, med i genomsnitt 37 mm nederbörd, och den torraste är februari, med 10 mm nederbörd.